# Acacia mearnsii

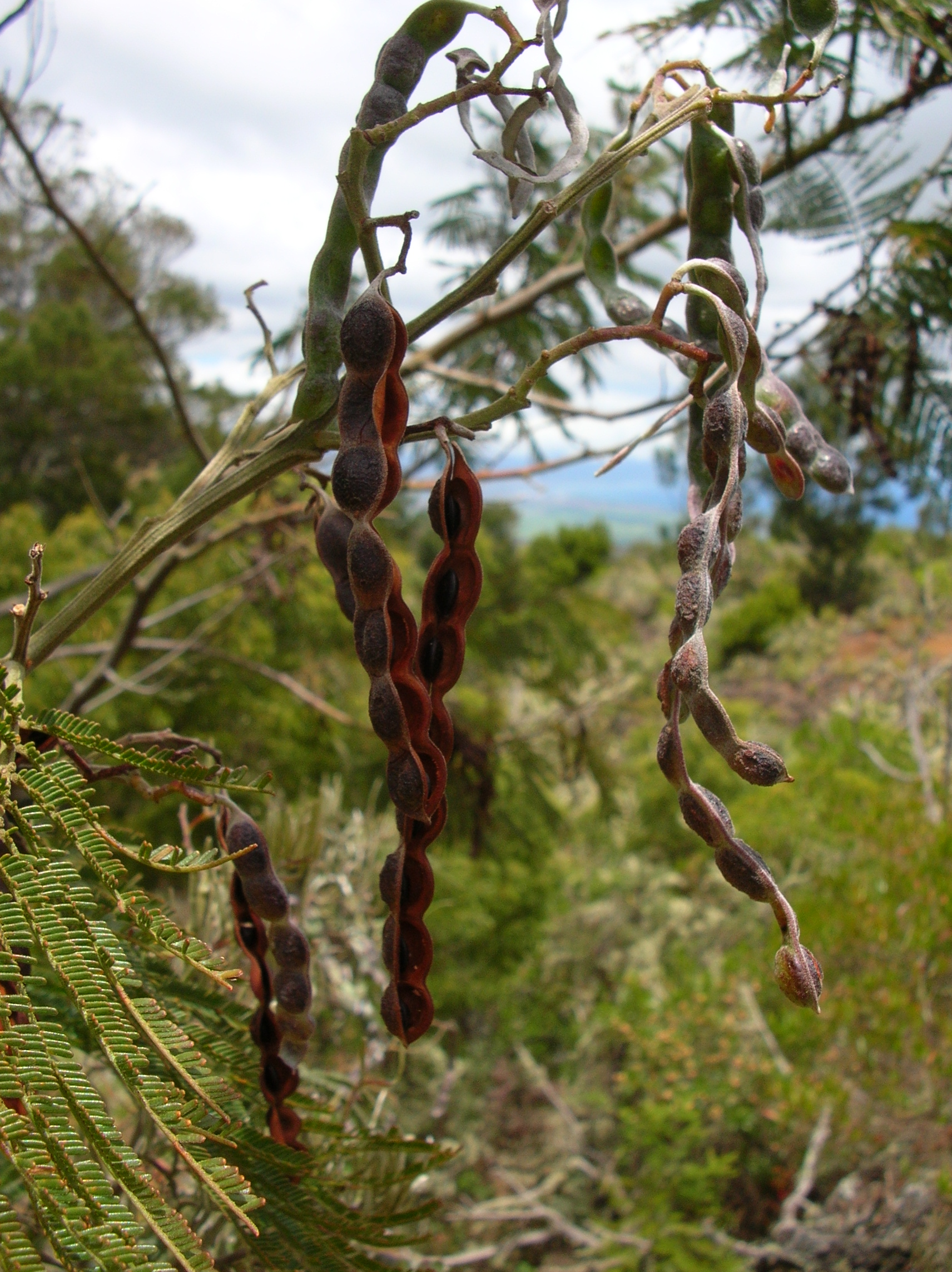
Vainas de la planta

La acacia negra o acacia australiana (Acacia mearnsii) es una legumbre de rápido crecimiento nativa de Australia. Está incluida en la lista de las especies exóticas invasoras más dañinas del mundo.

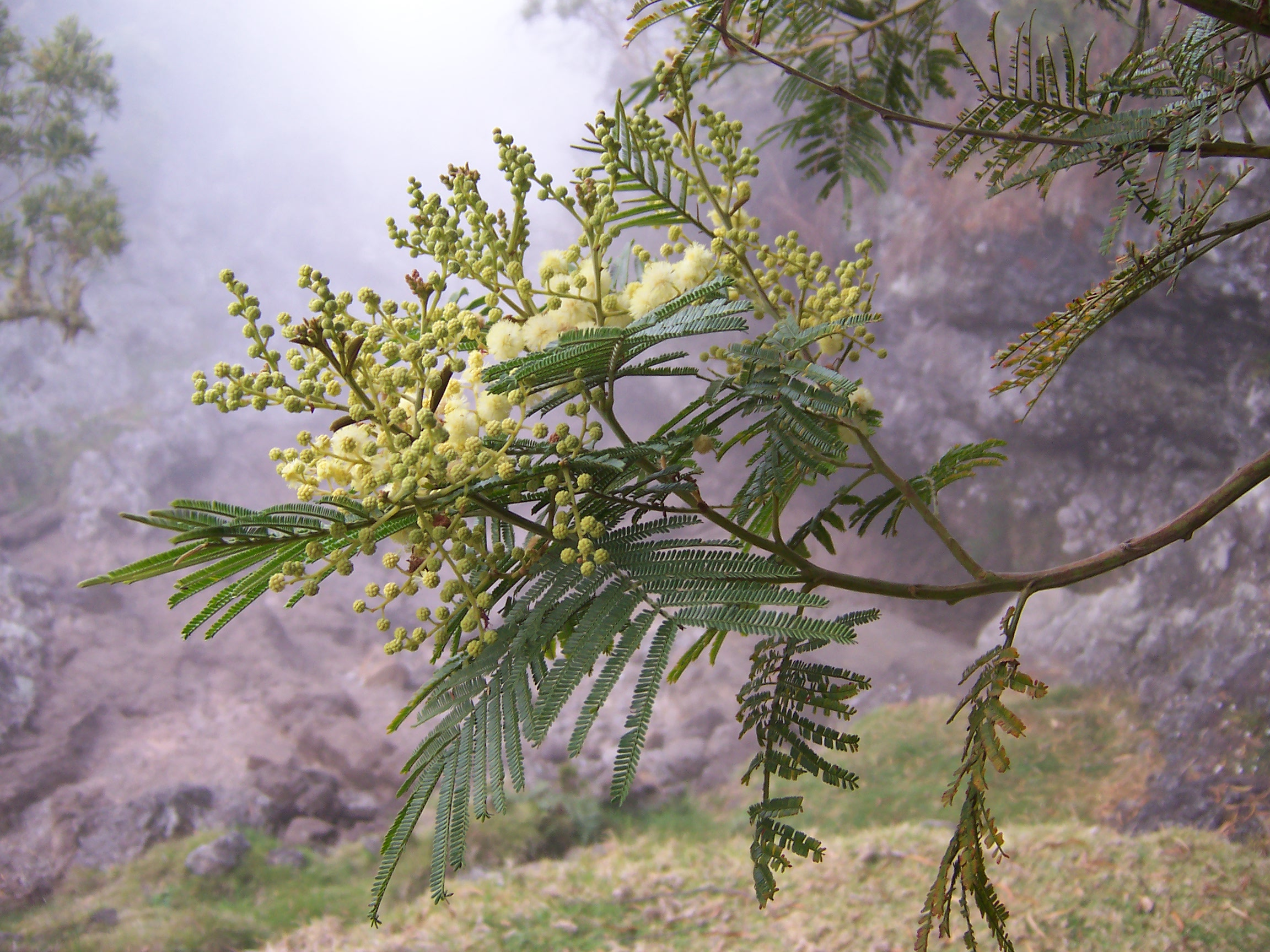
Flores

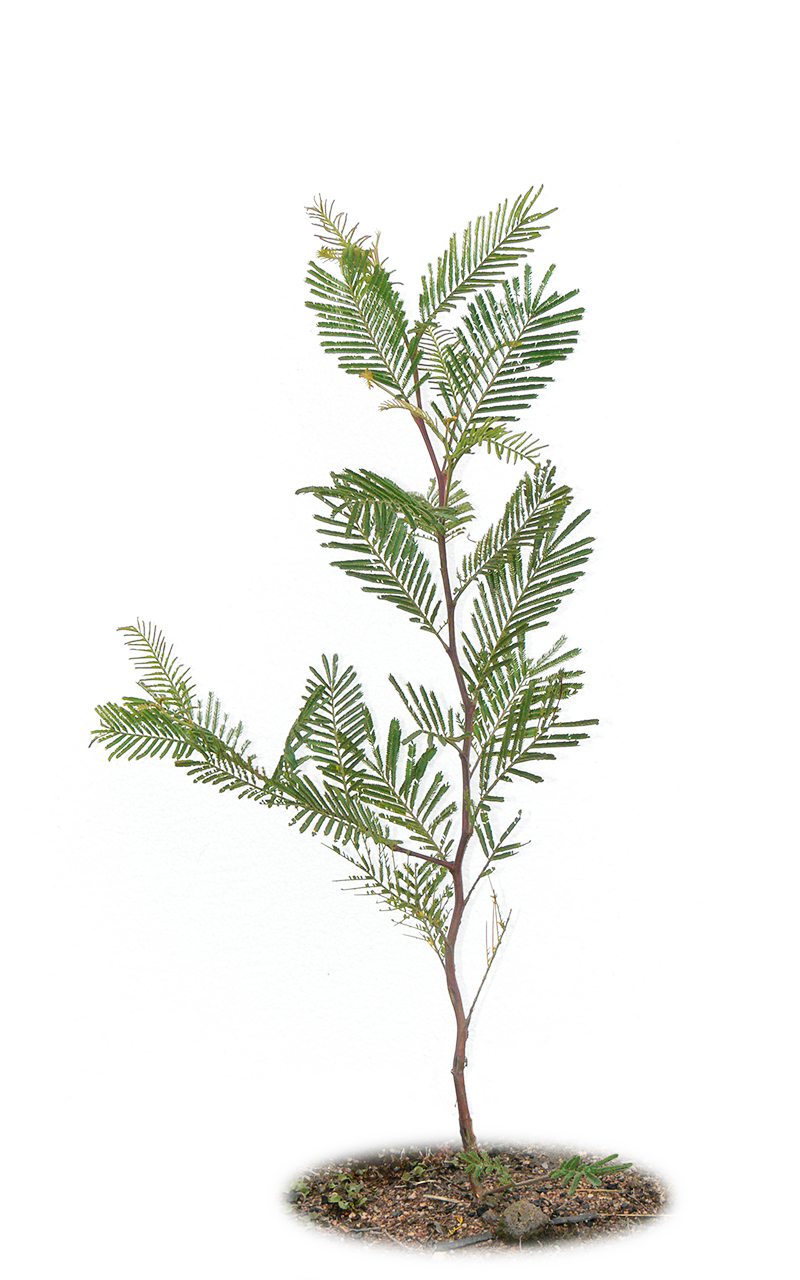
Ilustración

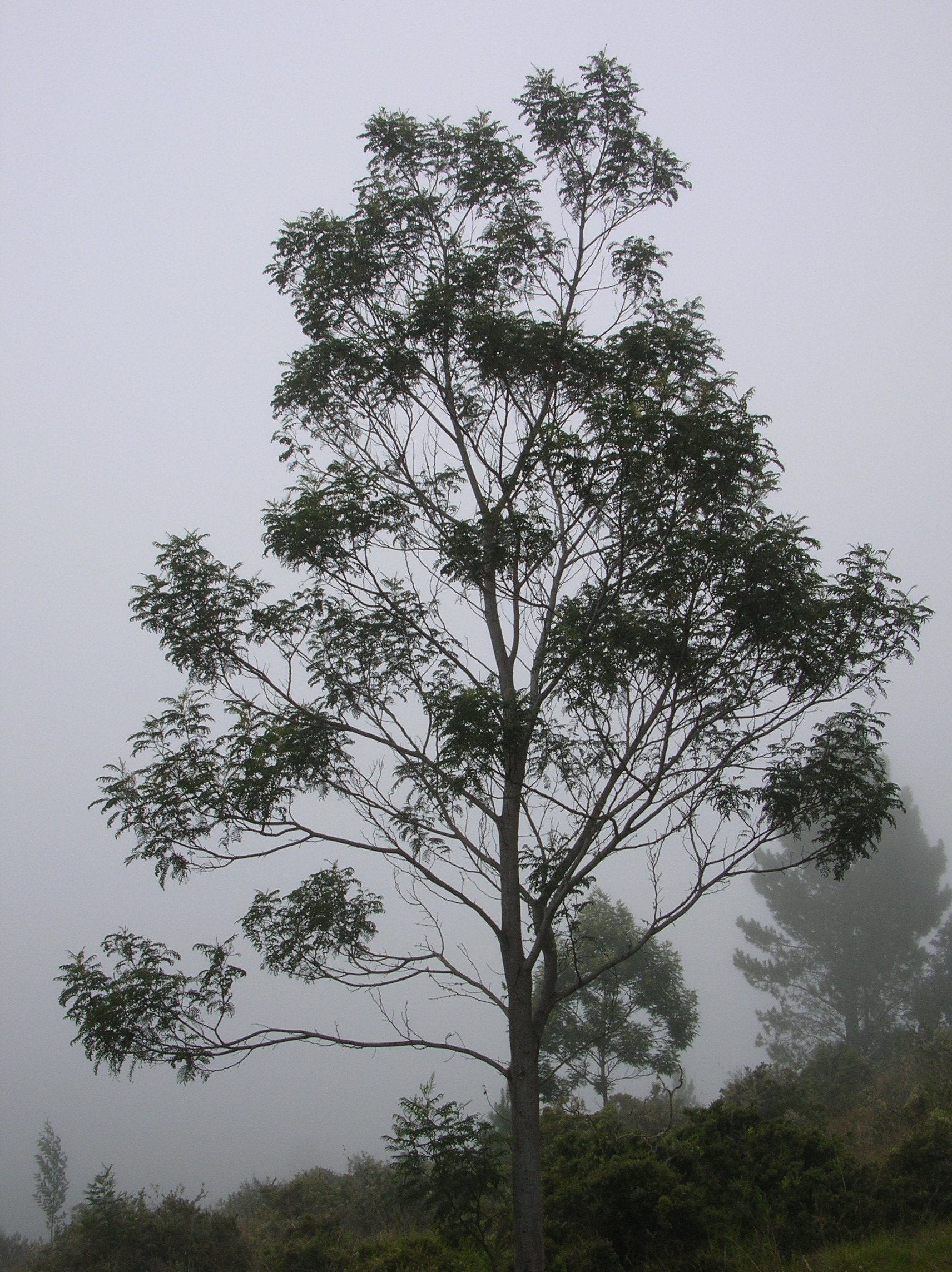
Vista del árbol

## Descripción
Acacia mearnsii es un pequeño y expandible árbol que mide de 7 a 10 metros de altura, con forma de dosel o cónica y con ramas que llegan casi al suelo; las mismas son angulares y pubescentes, oscurecidas y ásperas en los troncos principales, con corteza suave y de marrón verdosa las más jóvenes. A menudo exudan una goma.
Acacia mearnsii tiene todas sus partes bipartitas, suavemente pubescentes; el pecíolo mide de 1 a 5 cm de largo, a menudo con una glándula debajo. Sus ejes miden de 4 a 15 cm de largo, con una glándula que crece en la confluencia de cada par de aurículas —que van de 8 a 25— y generalmente con glándulas adicionales espaciadas de forma irregular entre los pares de aurículas. Tiene entre 30 y 70 pares de subhojas, frondosa de 1.5 a 4 mm de largo y de 0.5 a 0.75 mm de ancho, de líneas oblongas y obtusas. La inflorescencia de la mimosa negra es muy abundante en racimos largos, axilares y panojas.
Posee numerosas flores. La inflorescencia es globular, de color amarillo pálido y fragante. Los pedúnculos son dorados pubescentes, de 5 a 8 mm de largo. Las vainas son de lineamiento ancho, de 5 a 10 cm de largo y de 5 a 8 mm de ancho, casi uniformes, de color gris amarronado a negro, más o menos cubiertas con una fina tormenta blanquecina. Las semillas, con forma de elipse, se encuentran longitudinalmente en el interior de la vaina y poseen  un funículo modificado, que interviene en la dispersión de estas.

## Distribución geográfica
A. mearnsii es nativa del sudeste de Australia y Tasmania, pero ha sido introducida a América del Norte, América del Sur, Asia, Europa, las islas del Pacífico y del océano Índico, África y Nueva Zelanda, encontrada en bosques tropicales lluviosos.
Se utiliza en numerosas partes del mundo como fuente de tanino para el comercio, y como fuente de leña en comunidades locales. Se considera una hierba que amenaza los hábitats nativos, pues compite con la vegetación local reemplazando las comunidades de grama, reduce la biodiversidad e incrementa la falta de agua en las zonas ribereñas.

## Descripción del hábitat
En su área de distribución natural Acacia mearnsii es un árbol de los bosques de altura y otros bosques de las regiones cálidas y subtropicales.
En África, la especie crece en áreas alteradas, cordilleras, pastizales, zonas ribereñas, zonas urbanas, en zonas con agua y hábitats con mucha humedad en una altitud de entre 600 a 1700 metros. Crece en una variedad de climas, incluyendo altas temperaturas, climas secos y climas tropicales húmedos. Se reporta que A. mearnsii puede tolerar una precipitación anual entre 0.66–2.28 metros, una temperatura media anual de 14.7–27.8 °C y un pH entre 5.0–7.2. No crece bien en en suelos muy secos y pobres.
Esta especie juega un papel importante en el ecosistema de su Australia natal. Como una planta pionera, se establece rápidamente en suelos propensos a la erosión, tras los incendios forestales que son comunes en las hábitats australianas. Al igual que otras plantas leguminosas, Acacia mearsii fija el nitrógeno atmosférico en el suelo, permitiendo que otras especies propias de los bosques puedan rápidamente usar estos altos niveles de nitrógeno biosférico proporcionados por los nódulos de bacterias presentes en su sistema de raíces expansivas. Acacia mearsii se convierte así en parte fundamental de la regeneración de los matorrales australianos luego de incendios.

## Reproducción
La Acacia mearnsii produce un número abundante de pequeñas semillas que no se dispersan de manera activa. La especie pueden re-germinar a partir de brotes basales después de un incendio. También genera numerosos retoños que resultan en matorrales formados por clones. Las semillas pueden permanecer viables hasta por 50 años.

## Química
Del duramen de esta especie es posible extraer leucofisetinidina, leucoantocianidina y un monómero de los taninos condensados llamado profisetinidina.

## Taxonomía
Acacia mearnsii fue descrita por Émile Auguste Joseph De Wildeman y publicado en Plantae Bequaertianae 3(1): 62–63. 1925.
Etimología
Ver: Acacia: Etimología
mearnsii: epíteto otorgada en honor del naturalista estadounidense Edgar Alexander Mearns, quien recolectó muestras de un espécimen cultivado en el este de África.
Sinonimia
- Acacia decurrens auct. non Willd.
- Acacia decurrens Willd. var. mollis auct. non Lindl.
- Acacia decurrens Willd. var. mollis Lindl.
- Acacia mollissima sensu auct.
- Albizia mearnsii De Wild.
- Racosperma mearnsii (De Wild.) Pedley[12]